# 香港島專線小巴5M線
香港島專線小巴5M線為一條來往黃竹坑站及葛量洪醫院的小巴路線，中途不停站，收費$4.4。
此線的開辦取代了由香港島專線小巴5號線繞經葛量洪醫院的特別班次。雖然此路線的班次較5號線特別班次頻密一倍，但有關特別班次原服務時段為每日07:00-23:00，而此路線僅於平日08:00-20:00，以及周末和假日15:45-19:00提供服務，故實際上服務有所倒退。

## 歷史
- 2016年12月28日：本線投入服務。[1][2]
- 2018年10月28日：增設星期六、日及公眾假期服務。[3]

## 八達通轉車優惠
- 5M←→59A：由本路線於上車後1小時內轉乘上述路線，或由上述路線轉乘本路線，次程車減收$1.8。
- 5M←→4M、69A：由本路線於上車後1小時內轉乘上述路線，或由上述路線轉乘本路線，次程車減收$2.1。

於此路線及港鐵之間轉乘，可獲車費優惠，詳情如下：
| 首程交通服務 | 次程交通服務 | 次程節省金額                  | 鐵路指定轉車站 | 備註                                   |
| ------------ | ------------ | ----------------------------- | -------------- | -------------------------------------- |
| 港鐵         | 5M           | HK$0.7（成人） HK$0.3（其他） | 黃竹坑站       | 轉乘時限為首程入閘／登車拍卡起計90分鐘 |
| 5M           | 港鐵         | HK$0.7（成人） HK$0.3（其他） | 黃竹坑站       | 轉乘時限為首程入閘／登車拍卡起計90分鐘 |